# Ola Gjeilo
 (août 2024).
La mise en forme du texte ne suit pas les recommandations de Wikipédia : il faut le « wikifier ».
Les points d'amélioration suivants sont les cas les plus fréquents. Le détail des points à revoir est peut-être précisé sur la page de discussion.
- Les titres sont pré-formatés par le logiciel. Ils ne sont ni en capitales, ni en gras.
- Le texte ne doit pas être écrit en capitales (les noms de famille non plus), ni en gras, ni en italique, ni en « petit »…
- Le gras n'est utilisé que pour surligner le titre de l'article dans l'introduction, une seule fois.
- L'italique est rarement utilisé : mots en langue étrangère, titres d'œuvres, noms de bateaux, etc.
- Les citations ne sont pas en italique mais en corps de texte normal. Elles sont entourées par des guillemets français : « et ».
- Les listes à puces sont à éviter, des paragraphes rédigés étant largement préférés. Les tableaux sont à réserver à la présentation de données structurées (résultats, etc.).
- Les appels de note de bas de page (petits chiffres en exposant, introduits par l'outil «  Source ») sont à placer entre la fin de phrase et le point final[comme ça].
- Les liens internes (vers d'autres articles de Wikipédia) sont à choisir avec parcimonie. Créez des liens vers des articles approfondissant le sujet. Les termes génériques sans rapport avec le sujet sont à éviter, ainsi que les répétitions de liens vers un même terme.
- Les liens externes sont à placer uniquement dans une section « Liens externes », à la fin de l'article. Ces liens sont à choisir avec parcimonie suivant les règles définies. Si un lien sert de source à l'article, son insertion dans le texte est à faire par les notes de bas de page.
- La présentation des références doit suivre les conventions bibliographiques. Il est recommandé d'utiliser les modèles {{Ouvrage}}, {{Chapitre}}, {{Article}}, {{Lien web}} et/ou {{Bibliographie}}. Le mode d'édition visuel peut mettre en forme automatiquement les références.
- Insérer une infobox (cadre d'informations à droite) n'est pas obligatoire pour parachever la mise en page.

Pour une aide détaillée, merci de consulter Aide:Wikification.
Si vous pensez que ces points ont été résolus, vous pouvez retirer ce bandeau et améliorer la mise en forme d'un autre article.
Ola Gjeilo (prononcé en anglais : ['jeɪloʊ]), né le 5 mai 1978 à Bærum, est un compositeur et pianiste norvégien.
Il compose de la musique chorale et a composé pour le piano et orchestre d'harmonie.

## Biographie
Ola Gjeilo est né le 5 mai 1978 et a grandi à Bærum en Norvège. Il a commencé à jouer du piano et à composer quand il avait cinq ans et à lire la musique quand il en avait sept. Gjeilo a étudié la composition avec Wolfgang Plagge.
Dans sa carrière de premier cycle, Gjeilo a étudié à l'Académie norvégienne de musique (1999-2001) puis à la Juilliard School (2001) et au Royal College of Music de Londres (2002-2004) où il a obtenu un l'équivalent du baccalauréat en composition. Il a poursuivi sa formation à Juilliard (2004-06) où il a obtenu sa maîtrise en 2006, toujours en composition. De 2009 à 2010, Gjeilo a été compositeur en résidence pour Phoenix Chorale, et chez Voces8 en 2016.
Il vit aux États-Unis, à Manhattan, travaillant comme compositeur indépendant.
Ola Gjeilo contribue au renouveau de la musique chorale sacrée au même titre que l'Américain Eric Whitacre, du Letton Ēriks Ešenvalds ou de l'Estonien Arvo Pärt. Les compositions d’Ola Gjeilo sont au répertoire des chœurs professionnels ou d’amateurs de bon niveau aux États-Unis, au Royaume-Uni, en Allemagne et depuis quelques années en France.

## Œuvres principales
- Ave generosa pour chœur mixte (SATB) a capella
- Dreamweaver pour chœur, piano et orchestre à cordes. Le texte est tiré d'une ballade médiévale populaire de Norvège, Draumkvedet, traduite en anglais par Charles Anthony Silvestri, avec qui il collabore régulièrement[6]
- Northern Lights pour chœur mixte (SATB) a capella
- The River pour chœur, piano et quatuor à cordes. Œuvre composée pour le prix 2016 de la Commission Brock, décerné par l'American Choral Directors Association[7],[8],[9]
- Serenity (O Magnum mysterium) pour chœur mixte (SATB) et violon ou violoncelle
- Sunrise Mass pour chœur et orchestre à cordes[10].
- Ubi caritas' pour chœur mixte (SATB) a capella
- Unicornis captivatur pour chœur mixte (SATB) a capella

## Discographie
Nota Bene : Ola Gjeilo est au piano sur tous les albums.
Chœur :
- Dark Night of the Soul (Walton Music, 2010) (avec Phoenix Chorale)[11]
- Northern Lights (Chandos, 2012) (avec  Phoenix Chorale)[12]
- Ola Gjeilo (Decca Classics, 2016) (avec Voces8, Tenebrae, et l'Orchestre de chambre de Londres)[13]
- Winter Songs (Decca Classics, 2017) (avec le Chœur de Royal Holloway et 12 Ensemble)[14]
- Dreamweaver (Universal Music, 2023) (avec le Choeur de Royal Holloway & Royal Philharmonic Orchestra & Rupert Gough)

Piano :
- Stone Rose (2L, 2007)[15]
- Piano Improvisations (2L, 2012)[16]
- Night (Decca, 2020)[17],[18]
- Dawn (Decca, 2022)[19]